# Ak-Chin-reservatet
Ak-Chin-reservatet (kaldes også Maricopa-reservatet) er et indianerreservat med hovedsæde i byen Ak Chin, Arizona, USA.
Reservatet befinder sig 90 km syd for Phoenix i Pinal County og omfatter Tohono O'odham (tidligere kendt som Papago) og Pima. Det er kendt for kurvevævning.